# Windows NT 4.0
Windows NT 4.0 bio je operacijski sustav tvrtke Microsoft. Pripadao je porodici Windows NT operacijskih sustava. U proizvodnju je izašao 31. srpnja 1996., te je u prodaju izašao 24. kolovoza 1996. Matična podrška sustava Windows NT 4.0 Workstation trajala je do 30. lipnja 2002., a produljena podrška do 30. lipnja 2004., dok je Windows NT 4.0 Server imao matičnu podršku do 31. prosinca 2002., a produljenu podršku do 31. prosinca 2004.
Nasljednik Windowsa NT 4.0 bio je Windows 2000.

## Općenito
Windows NT 4.0 bio je nasljednik sustava NT 3.51 te je po izgledu bio sličan sustavu Windows 95 koji je izašao 1995.
NT 4.0 izašao je u četiri različite verzije:
- Windows NT 4.0 Workstation
- Windows NT 4.0 Server
- Windows NT 4.0 Server, Enterprise Edition
- Windows NT 4.0 Terminal Server

Windows NT 4.0 bio je posljednji sustav koji je podržavao DEC Alpha, MIPS i PowerPC platforme, pošto je njegov nasljednik Windows 2000 podržavao samo IA-32 platformu.

## Značajke
Windows NT 4.0 imao je mnoge nove, ujedno i važne značajke:
- CryptoAPI – programerima služi da zaštite aplikacije za Windows koristeći kriptografiju
- Telephony API 2.0 – služi za korištenje telefonskih usluga (prva verzija TAPI-ja za Windows NT)
- DCOM – služi za komunikaciju među softverskim komponentama
- OLE – služi za ostavljanje poveznica koje vode na razne dokumente
- Microsoft Transaction Server (za mrežne aplikacije) – služi za davanje usluga softverskim komponentama
- Microsoft Message Queuing – komunikacija
- Winsock 2 – daje specifikacije koje otkrivaju kako bi mrežni softver Windowsa trebao pristupiti mrežnm uslugama, pogotovo TCP/IP usluzi
- podrška za defragmentaciju sustavnih datoteka

NT 4.0 izašao je u prodaju zajedno s verzijom 2.0 Internet Explorera.

## Sistemski zahtjevi
|                | Minimalno                              |
| -------------- | -------------------------------------- |
| Procesor       | Intel Pentium 486/25 MHz               |
| Memorija       | 12 MB RAM memorije (preporučeno 16 MB) |
| Pohrana        | 110 MB                                 |
| Pogoni         | CD-ROM                                 |
| Video standard | VGA                                    |
| Uređaji        | Tipkovnica i miš                       |

Izvor: